# Henry County, Ohio
Henry County är ett administrativt område i delstaten Ohio, USA. År 2010 hade countyt 28 215 invånare. Den administrativa huvudorten (county seat) är Napoleon.

## Geografi
Enligt United States Census Bureau så har countyt en total area på 1 088 km². 1 079 km² av den arean är land och 9 km² är vatten.

### Angränsande countyn
- Fulton County - nord
- Lucas County - nordost
- Trä County - öst
- Putnam County - syd
- Defiance County - väst
- Williams County - nordväst
- Hancock County - sydöst